# 我来数科
我来数科（前身为“我来贷”）是于2014年成立的金融貸款平台，主要从事信贷及消费分期服务，其母公司系2013年创立于香港的WeLab（中文译名：卫盈联），该金融貸款平台由深圳卫盈智信科技有限公司运营。2014在内地上线APP“我来贷”。截至2019年9月，注册用户超过4000万。
2019年9月25日，我来贷宣布更名为“我来数科”。不過我来贷以及後續的我来数科被曝光违规收集使用个人信息、高利息、暴力催收等问题，也多次遭到用戶投訴。